# Еллендейл (Міннесота)
Еллендейл (англ. Ellendale) — місто (англ. city) в США, в окрузі Стіл штату Міннесота. Населення — 676 осіб (2020).

## Географія
Еллендейл розташований за координатами 43°52′21″ пн. ш. 93°17′48″ зх. д. / 43.87250° пн. ш. 93.29667° зх. д. (43.872440, -93.296791).  За даними Бюро перепису населення США в 2010 році місто мало площу 2,48 км², уся площа — суходіл. В 2017 році площа становила 2,16 км², уся площа — суходіл.

## Демографія
Згідно з переписом 2010 року, у місті мешкала 691 особа в 296 домогосподарствах у складі 190 родин. Густота населення становила 279 осіб/км².  Було 317 помешкань (128/км²).
Расовий склад населення:
| - 98,6 % — білих - 0,3 % — корінних американців - 0,1 % — азіатів |

До двох чи більше рас належало 0,1 %. Частка іспаномовних становила 2,5 % від усіх жителів.
За віковим діапазоном населення розподілялося таким чином: 24,5 % — особи молодші 18 років, 59,1 % — особи у віці 18—64 років, 16,4 % — особи у віці 65 років та старші. Медіана віку мешканця становила 39,6 року. На 100 осіб жіночої статі у місті припадало 100,9 чоловіків;  на 100 жінок у віці від 18 років та старших — 102,3 чоловіків також старших 18 років.
Середній дохід на одне домашнє господарство  становив 58 360 доларів США (медіана — 50 278), а середній дохід на одну сім'ю — 71 713 долари (медіана — 60 568). За межею бідності перебувало 10,5 % осіб, у тому числі 17,0 % дітей у віці до 18 років та 17,3 % осіб у віці 65 років та старших.
Цивільне працевлаштоване населення становило 333 особи. Основні галузі зайнятості: виробництво — 27,0 %, освіта, охорона здоров'я та соціальна допомога — 18,0 %, роздрібна торгівля — 12,3 %, фінанси, страхування та нерухомість — 11,1 %.